# 7TP
O 7TP foi um tanque leve das forças militares de defesa da Polônia, que foi utilizado durante a invasão da Alemanha Nazista no início da Segunda Guerra Mundial. Foi baseado no tanque Vickers 6-Ton, sendo o mesmo tanque usado de base para o T-26 soviético. Não teve muita importância na batalha, uma vez que sua pequena quantidade foi dispersa para dar apoio à infantaria.

## Galeria

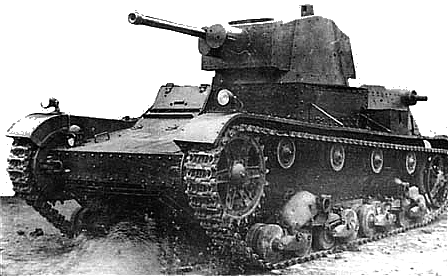
7TP com torre simples.
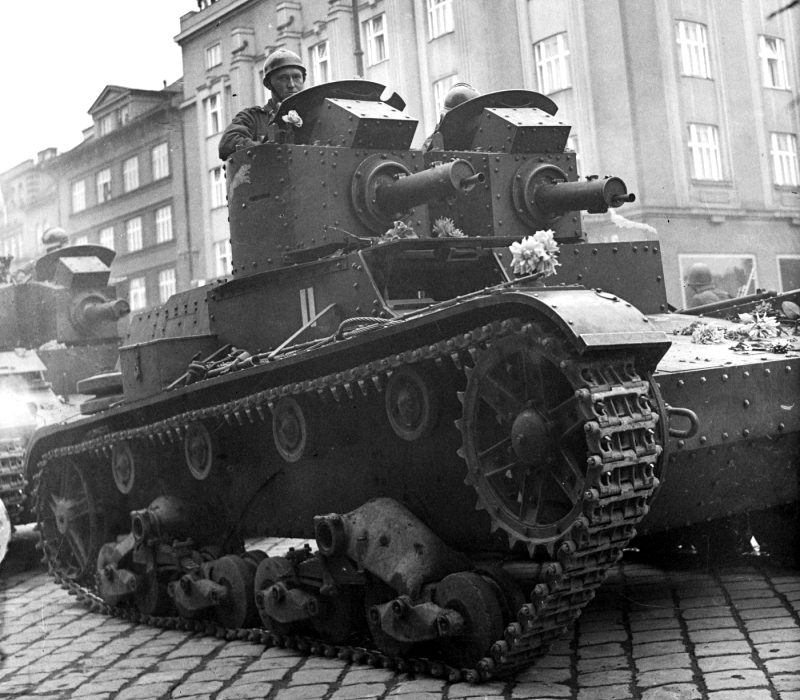
7TP com torre dupla, imagem capturada durante a ocupação de Zaolzie em outubro de 1938.
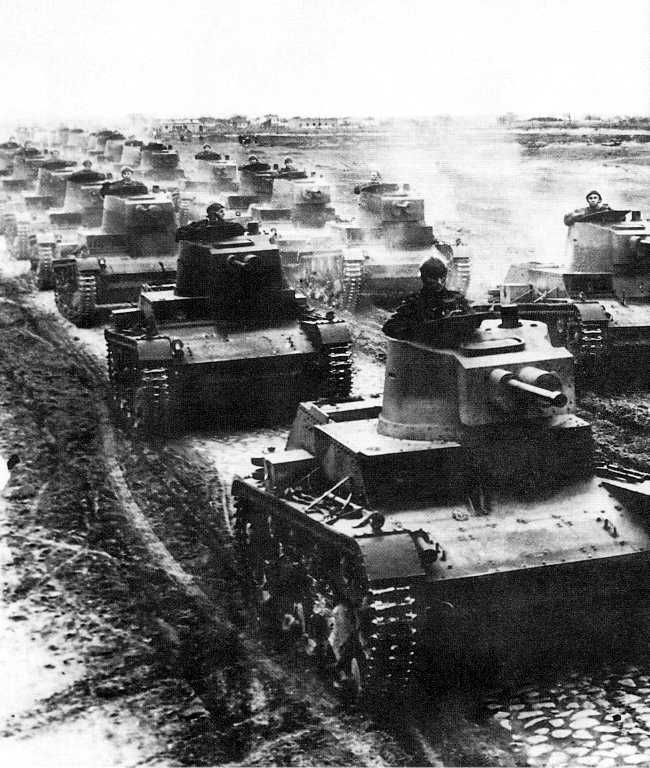
Vários veículos 7TP em manobras.
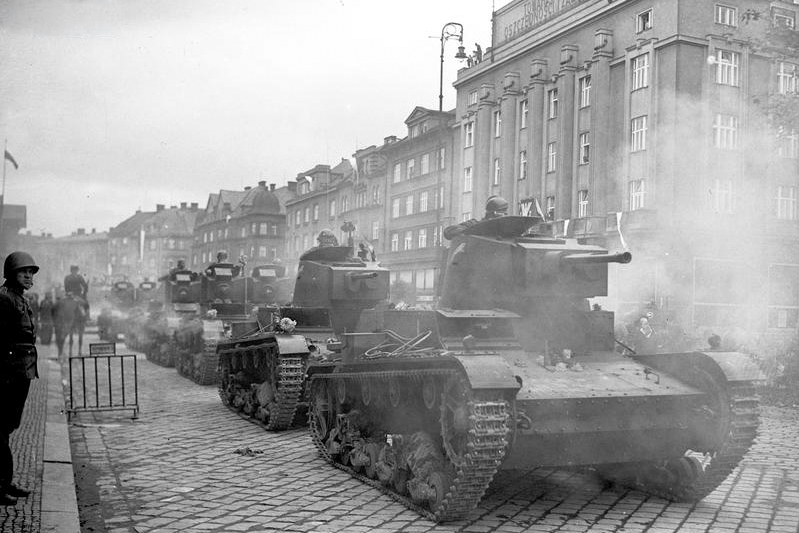
7TP na 10.ª Brigada de Cavalaria Motorizada da Polônia
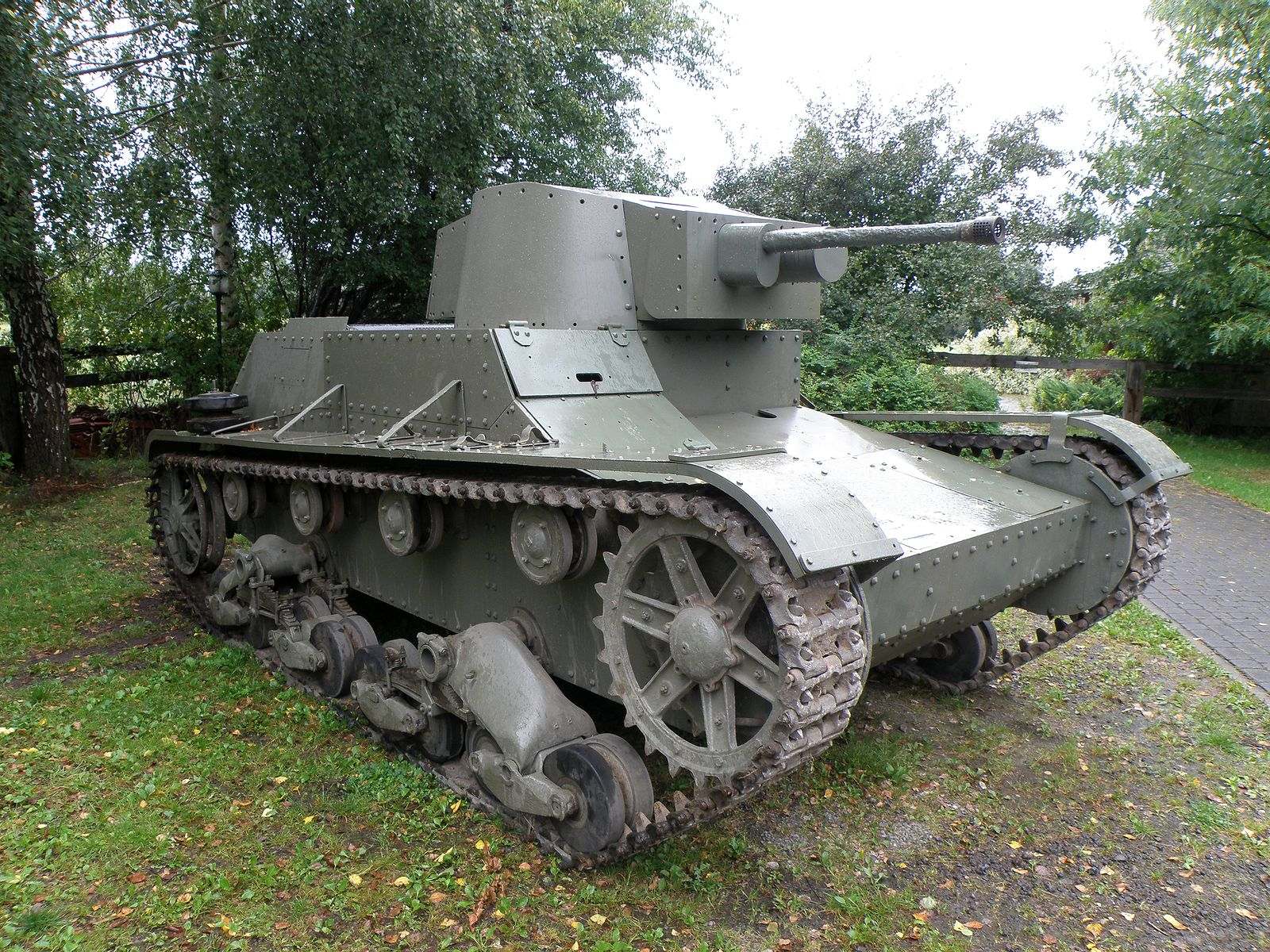
7TP restaurado em Łomianki em 2011.
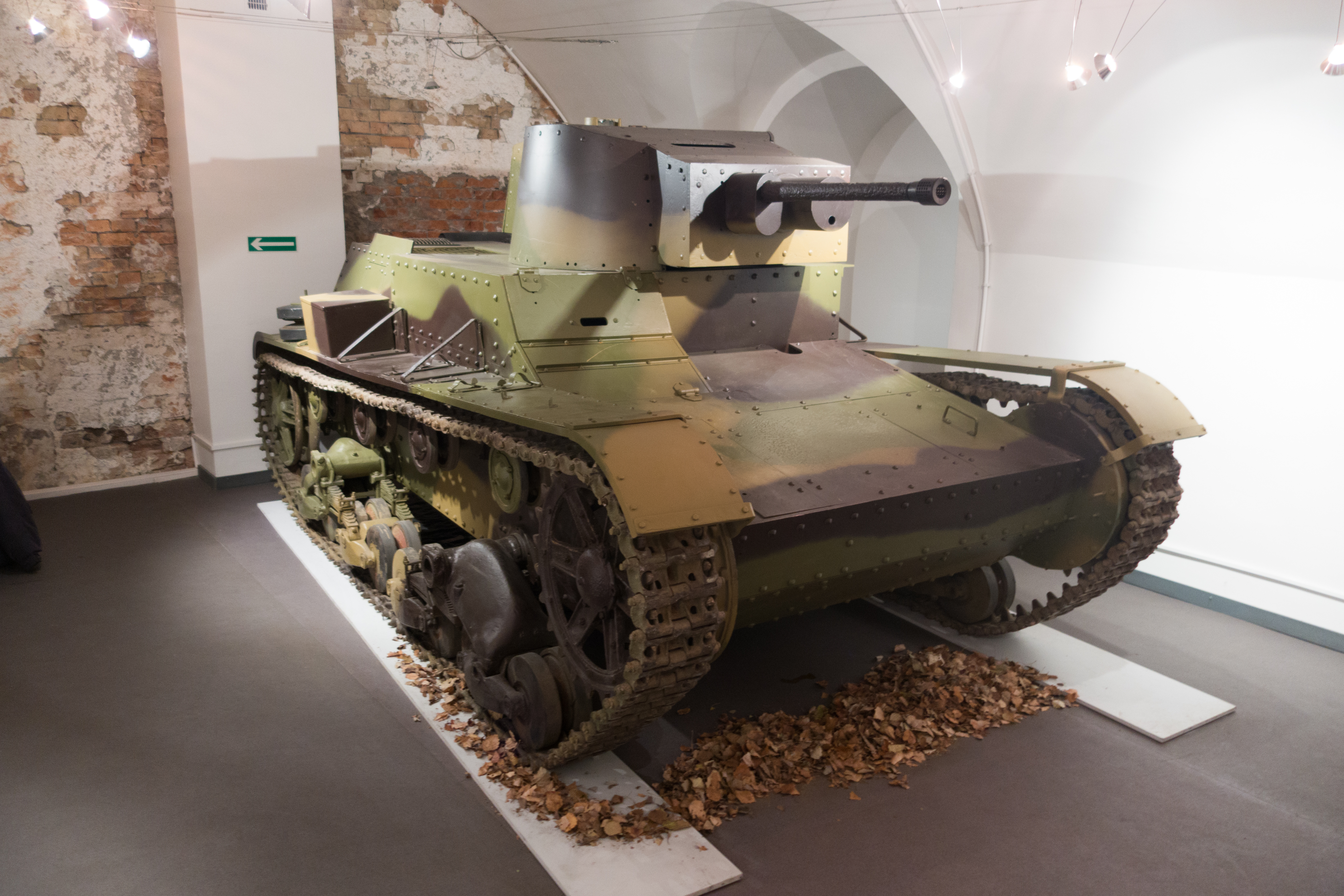
7TP restaurado em Varsóvia em 2015.